# Герцог де Шеврёз

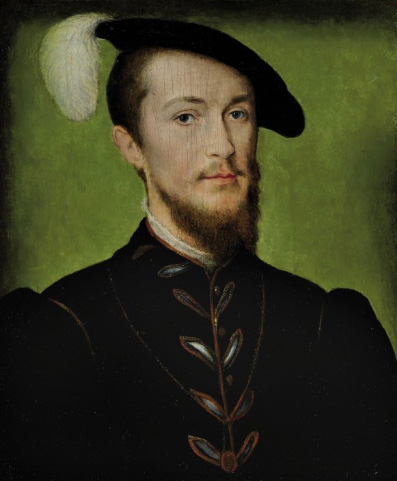
Жан IV де Бросс (1505—1564)

Герцог де Шеврёз — французский аристократический титул. Он был создан в 1545 году для французского придворного и военного деятеля Жана IV де Бросса (1505—1564).

## История
Сеньория де Шеврёз первоначально принадлежала домам Монморанси и Гизам. В 1657 году после смерти Клода де Гиза, герцога де Шеврёз, не имевшего сыновей, герцогский титул перешел к герцогам де Люин.
В настоящее время (с 2008 года) герцогский титул носит Филипп д’Альберт, герцог де Шеврёз.

## Дом де Бросс

Герб Жана IV де Бросса.

Баронство де Шеврёз , увеличенное за счет замков, земель и баронств Мёдон, Анжервилье, Лимур, Берс, Бен, Гриньон и Сент-Обен, в 1545 году было возведено в статус герцогства Франции.
- 1545—1555: Жан IV де Бросс (1505 — 27 января 1564), сын Рене де Бросса и Жанны де Коммин, внук Филиппа де Коммина. Также носил титулы графа де Пентьевр (1525—1564), герцога д’Этампа (1534—1553, 1562—1564) и губернатора Бретани (1543—1564).

В 1555 году герцогство де Шеврёз купил Карл де Гиз, кардинал Лотарингский.

## Дом де Гиз

Герб дома де Гиз.

Герб Клода Лотарингского, герцога де Шеврёз

- 1555—1574: Карл де Гиз (17 февраля 1524 — 26 декабря 1574), кардинал Лотарингский, герцог де Шеврёз. Второй сын герцога Клода де Гиза и Антуанетты де Бурбон-Вандом, младший брат герцога Франсуа де Гиза.
- 1574—1606: Карл I де Гиз (2 августа 1571 — 30 сентября 1640), 4-й герцог де Гиз (1588—1640), пэр Франции, старший сын Генриха I де Гиза, прозванного Меченым, и Екатерины Клевской.
- 1606—1657: Клод де Гиз (5 июня 1578 — 24 января 1657), принц де Жуанвиль, 1-й герцог де Шеврёз (1611—1657), пэр Франции (1611), великий камергер Франции (1621—1643) и великий сокольничий Франции (1622—1643). Пятый сын Генриха Лотарингского (1550—1588), 3-го герцога де Гиза (1563—1588), и Екатерины Клевской (1548—1633), младший брат предыдущего. Супруг с 1621 года Марии де Роган, герцогини де Шеврёз (1600—1679), вдовы Шарля д’Альбера, герцога де Люина

В 1627 году герцогство де Шеврёз было возведено в ранг герцогства-пэрства Франции.
В 1657 году после смерти Клода де Гиза, герцога де Шеврёза, не оставившего наследников мужского пола, герцогство было упразднено, а его земли Мария де Роган передала своему сыну от первого брака Луи-Шарлю д’Альберу, герцогу де Люину. В 1667 году титул герцога де Шеврёз был восстановлен для сына последнего Шарля-Оноре д’Альбера

## Дом Д’Альбер

Герб Луи-Шарля д’Альбера

Герб Луи-Жозефа-Шарля-Амабля д’Альбера де Люин

Герб Шарля-Мари-Поля-Андре д’Альбера

- 1667—1688: Шарль-Оноре д’Альбер (7 октября 1646 — 5 ноября 1712), 3-й герцог де Люин и герцог де Шеврёз (с 1688), сын Луи-Шарля д’Альбера и Луизы-Марии де Сегье, маркизы д’О (1624—1651)
- 1688—1704: Оноре-Шарль д’Альбер де Люин (7 октября 1669 — 5 ноября 1704), герцог де Монфор (Шеврёз), старший сын предыдущего и Жанны-Марии де Кольбер (1652—1732), дочери Жана-Батиста Кольбера
- 1704—1735: Шарль Филипп д’Альбер (30 июля 1695 — 2 ноября 1758), герцог де Шеврёз (1704—1735), 4-й герцог де Люин (1712—1758), старший сын предыдущего и Мари-Анн-Жанны де Курсийон
- 1735—1768: Мари Шарль Луи д’Альбер (24 апреля 1717 — 8 октября 1771), герцог де Шеврёз (1735—1768), 5-й герцог де Люин (1758—1771), единственный сын предыдущего и Луизы-Леонтины-Жаклин де Бурбон-Суассон (1696—1721), старшей дочери Луи-Анри де Бурбон-Суассона
- 1768—1807: Луи-Жозеф-Шарль-Амабль д’Альбер де Люин (4 ноября 1748 — 20 мая 1807), герцог де Шеврёз (1768—1807), герцог де Люин (1771—1807), второй сын предыдущего и Генриетты-Николь Пиньятелли-Эгмонт (1719—1782), дочери Прокопа Шарля Никола Огюстена Леопольда Пиньятелли, герцога ди Бизачча, графа д’Эгмонт, и Генриетты-Жюли де Дюрфор де Дюрас
- 1807—1839: Шарль-Марии-Поль-Андре д’Альбер (16 октября 1783 — 20 марта 1839), герцог де Люин и де Шеврёз (1807—1839), единственный сын предыдущего и Жозефин-Элизабет Монморанси-Лаваль (1755—1830), дочери Ги-Андре-Пьера де Монморанси-Лаваль, 1-го герцога де Лаваль (1723—1798)
- 1839—1867: Оноре Теодорик д’Альбер де Люин (15 декабря 1802 — 15 декабря 1867), герцог де Люин и де Шеврёз (1839—1867), единственный сын предыдущего. 1-я жена с 1822 года Мария-Франсуаза Дове де Меневиль (ум. 1824), дочь Николаса Дове, маркиза де Дове-Меневиль, 2-я жена с 1846 года Жанна д’Ами де Понсо (ум. 1861)
  - Оноре-Луи-Жозеф д’Альбер, герцог де Шеврёз (3 февраля 1823 — 9 января 1854), единственный сын предыдущего. Был женат с 1843 года Юлии Валентин де Контад (1824—1900), дочери виконта Юлия де Контад
- 1867—1870: Шарль-Оноре-Эммануэль д’Альбер (22 июня 1845 — 2 декабря 1870), герцог де Люин и де Шеврёз (1867—1870), старший сын Оноре-Луи-Жозефа д’Альбера де Люина, герцога де Шеврез (1823—1854). С 1867 года был женат на Иоланде де Ларошфуко (1849—1905)
- 1870—1924: Оноре-Шарль-Мари-Состен д’Альбер (30 октября 1868 — 13 марта 1924), герцог де Люин и де Шеврёз (1870—1924), единственный сын предыдущего. С 1889 года был женат на Симон де Крюссоль д’Юзес (1870 — после 1946), дочери Эммануэля де Крюссоля, герцога д’Юзеса, и графини Анны де Рошешуар-Мортемар
  - Шарль-Оноре-Жак-Филипп-Мари-Луи д’Альбер, герцог де Шеврёз (31 августа 1892 — 28 января 1918), старший сын предыдущего
- 1924—1993: Филипп-Энн-Луи-Мария-Дьедонне д’Альбер (12 августа 1905 — 13 июля 1993), герцог де Люин и де Шеврёз (1924—1993), младший брат предыдущего. С 1934 года был женат на Хуане Марии Диас Унсуэ (1914—1993)
  - Шарль д’Альбер, герцог де Шеврёз (28 ноября 1943 — 25 марта 1959), старший сын предыдущего
- 1993—2008: Жан д’Альбер (16 февраля 1945—2008), герцог де Люин и де Шеврёз (1993—2008), младший брат предыдущего.
- 2008 — настоящее время: Филипп-Жан-Поль д’Альбер (род. 3 января 1977), герцог де Шеврёз, единственный сын предыдущего от брака с Кристин Хелен Руссель (род. 1951).